# Mount Pleasant (Caroline du Sud)
Pour les articles homonymes, voir Mount Pleasant.
Mount Pleasant est une ville du comté de Charleston en Caroline du Sud, aux États-Unis. C'est la quatrième plus grande municipalité de l'État, et pendant plusieurs années, l'une des plus dynamiques, doublant sa population entre 1990 et 2000. Cette dernière était de 67 843 au recensement de 2010 fut estimée en 2014 à 77 796. Le pont Arthur Ravenel, une autoroute à huit voies qui a fut achevé en 2005, enjambe la rivière Cooper et relie Mount Pleasant avec la ville de Charleston, tandis que le pont James B. Edwards enjambe la rivière Wando et relie Mount Pleasant avec l'île de Daniel à Charleston.
Pendant de nombreuses années, la ville fut principalement peuplée de façon saisonnière par les résidents nantis de  Charleston qui venait y passer l'été, des pêcheurs et des fermiers. C'est maintenant une partie intégrante de la conurbation de Charleston – North Charleston – Summerville. Elle joua un rôle important dans la défense de Charleston durant la Guerre de Sécession des États-Unis et fut frappée par l'ouragan Hugo en 1989. Au pied du pont Arthur Ravenel se trouve Patriot's Point, un musée naval et maritime qui abrite le porte-avions de la Seconde Guerre mondiale USS Yorktown transformé en un navire musée.

## Démographie
| 1880 | 1890  | 1900  | 1910  | 1920  | 1930  |
| ---- | ----- | ----- | ----- | ----- | ----- |
| 783  | 1 138 | 2 252 | 1 346 | 1 575 | 1 415 |

| 1940  | 1950  | 1960  | 1970  | 1980   | 1990   |
| ----- | ----- | ----- | ----- | ------ | ------ |
| 1 698 | 1 857 | 5 116 | 6 155 | 14 464 | 30 108 |

| 2000   | 2010   | - | - | - | - |
| ------ | ------ | - | - | - | - |
| 47 609 | 67 843 | - | - | - | - |

## Personnalités liées
- Spencer Kieboom (né en 1991), joueur américain de baseball.

## Galerie photographique

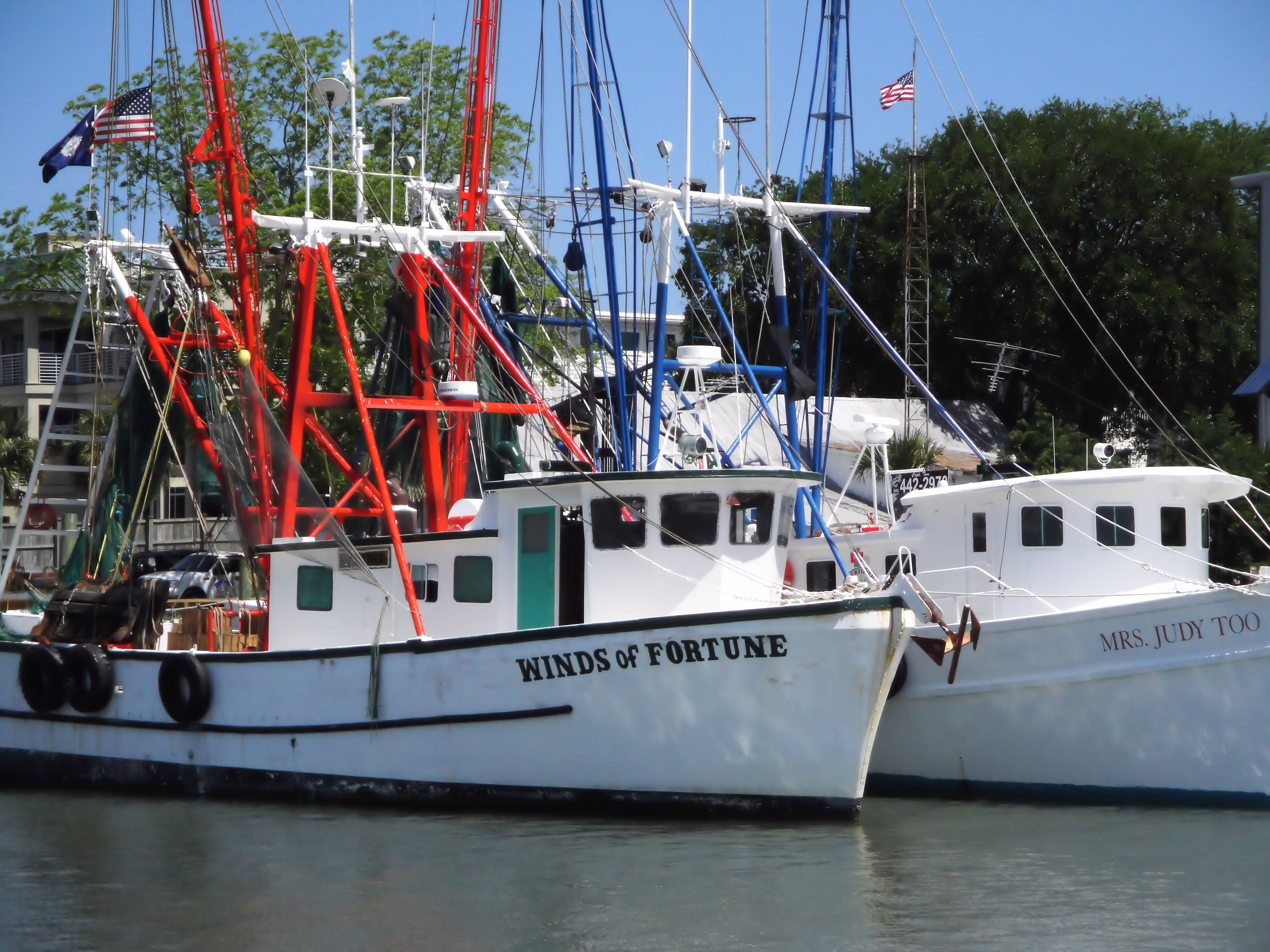
Bateaux de pêche sur Shem Creek.
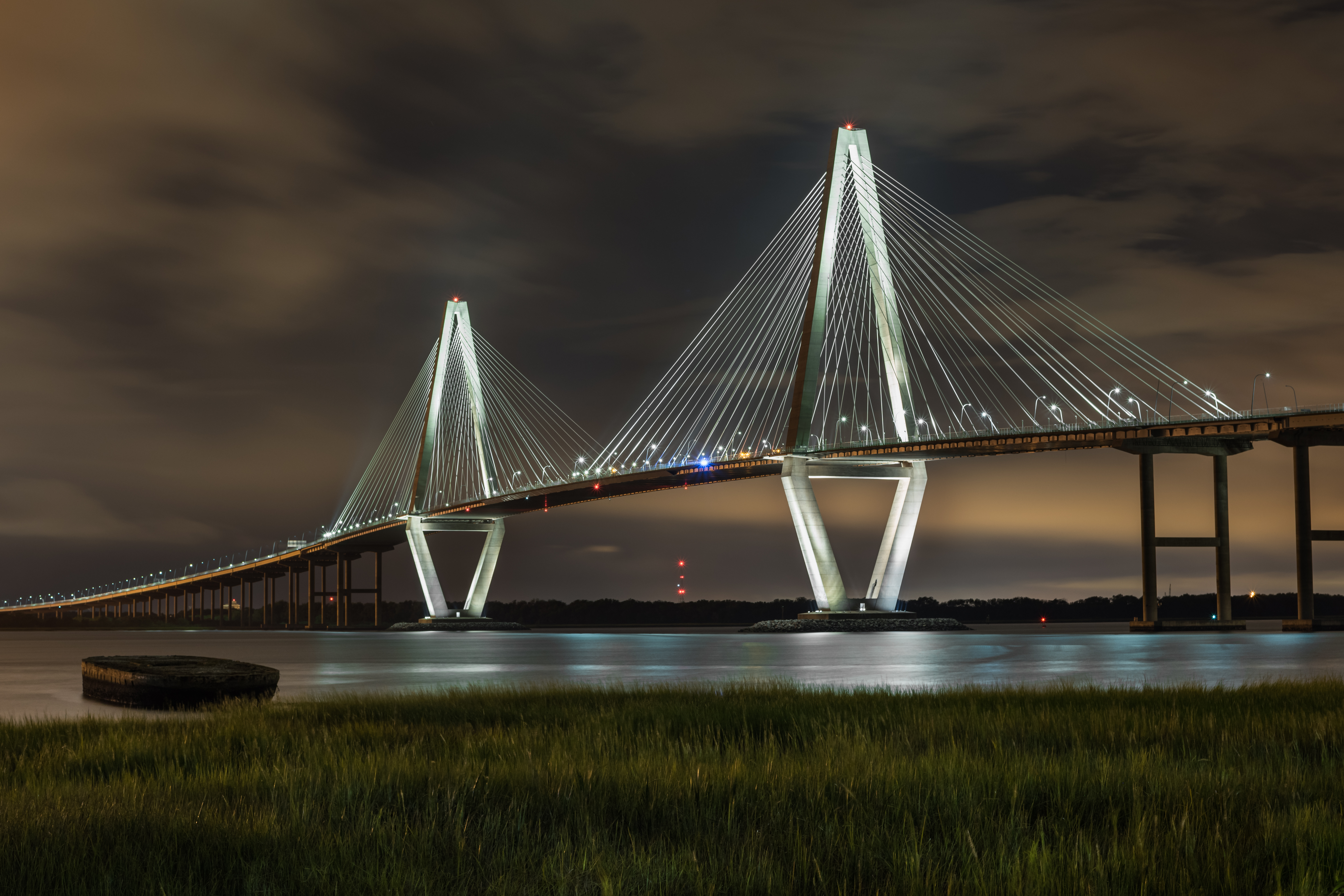
Le pont Arthur Ravenel Jr. de nuit en septembre 2016.

## Source
- (en) Cet article est partiellement ou en totalité issu de l’article de Wikipédia en anglais intitulé « Mount Pleasant, South Carolina » (voir la liste des auteurs).

1. ↑  (en) « Statistiques des États-Unis - Caroline du sud - Profils des communautés de 2010 » (consulté en avril 2021)